# Градините на залива
Градините при залива (на английски: Gardens by the Bay) е парк в Сингапур с площ 1010 декара.
Той е проект на правителството на града-държава, с който от Град с градини Сингапур трябва да се превърне в Град в градината, за да се подобри значително стандартът на живот на жителите. Тази политика е обявена от министър-председателя Ли Сянлун на националния празник на Сингапур през 2005 г.
Паркът е разположен по продължение на морето и язовир „Марина“ и трябва да се превърне в уникална зона за отдих на населението.
Градините се състоят от 3 свързани части: Bay South Garden, East Bay Garden и Bay Central Garden.
В Bay South Garden се намират 2 биотопа, покрити със стъклена оранжерия, в които са показани растения от климатични зони. Двете сгради на оранжериите са отличени за сгради на годината на World Architecture Festival през 2012. По-голямата оранжерия с големина 12,8 декара покрита повърхност на Flower Dome, е записана в рекордите на Гинес като най-голямата оранжерия в света. В нея са създадени меки и сухи климатични условия и се показват растения, които са типични за средиземноморските и полусухите климатични условия. Към тях с отнасят например чилийска аурикария, маслиново дърво, канарска финикова палма, баобаб, Jubaea, волемия нобилис и много други. В оранжерията с площ над 8 декара с означението „Облачна гора“ са създадени условията на вегетацинона зона на тропиците с височина от 1000 до 3000 метра над морското равнище. Една конструкция като кула с височина 35 метра представя една планина, покрита с типичните представители на флората в зоната като орхидеи, бромелиеви и антуриум.
Една друга структура в градините са супердърветата. Те представляват стоманени конструкции, подобни на дървета с височина между 25 и 50 метра. Между другото служат и за отглеждане на редки растения. Освен това чрез фотоволтаици се произвежда ток за осветлението и охлаждащите системи и се събира вода за напояване на растенията. Някои от дърветата служат за охладителни кули за охлаждане на оранжериите. Две от кулите са свързани с високо разположена пешеходна пътека.
- Градините при залива
- Супердърветата
- Супердърветата през нощта
- Въздушна снимка на Сингапур към супердърветата
- Flower Dome и ботаническата градина в Сингапур
- Облачната гора

Градините са построени върху създадена върху морето земя. Общо цената на изграждането, без цената за земята е в рамките на над един милиард щатски долара. Ежегодните разходи са 58 милиона долара от които по-голямата част е за поддръжката на оранжериите. Посетителите имат свободен достъп до по-голямата част от градината, но се заплаща входен билет за оранжериите. Броят на посетителите расте непрекъсната като през 2012 г. са 1,7 милиона, през 2014 6,4 милиона, до ноември 2015 г. са сумарно 20 милиона, а до 2018 г. над 50 милиона